# I młodzi pozostaną
I młodzi pozostaną (ang. They Shall Not Grow Old) – nowozelandzko-brytyjski film dokumentalny z 2018 roku w reżyserii Petera Jacksona, opowiadający o I wojnie światowej. 
Film powstał na podstawie oryginalnych materiałów filmowych z I wojny światowej pochodzących z archiwów brytyjskiego Imperial War Museum. Wykorzystano również nagrania wywiadów z brytyjskimi żołnierzami, którzy brali udział w konflikcie. Większość materiału została pokolorowana i odrestaurowana przy użyciu nowoczesnych technik produkcji.
Pomysł realizacji filmu powstał w wyniku współpracy Imperial War Museums, programu 14-18 NOW oraz BBC, które w 2015 roku zwróciły się do Petera Jacksona w sprawie projektu. Według reżysera ekipa przygotowująca film przesłuchała 600 godzin wywiadów z weteranami oraz przejrzała 100 godzin materiału filmowego. W archiwum znajdowały się wywiady z 200 weteranami, z czego w filmie wykorzystano 120 z nich. Jackson zdecydował również, że film nie będzie zawierał tradycyjnej narracji tylko zapisy dźwiękowe żołnierzy opowiadających o swoich wspomnieniach z wojny. 
Za swoją pracę nie pobrał żadnego wynagrodzenia. Ponadto ekipa Jacksona odrestaurowała wszystkie 100 godzin nagrań, które posiada Imperial War Museums, choć do samego filmu wykorzystano niewielką część. 
Jackson zadedykował obraz swojemu dziadkowi sierżantowi Williamowi Jacksonowi, który walczył w I wojnie światowej.
Premiera odbyła 16 października 2018 roku równolegle na MFF w Londynie oraz w wybranych kinach w Wielkiej Brytanii. Obraz został nominowany do nagrody BAFTA w kategorii najlepszy film dokumentalny.